# Kurt Wolffhügel
Kurt Wolfgang Wolffhügel (* 2. Dezember 1869 in Mörlheim; † 9. Dezember 1951 in Puerto Varas) war ein deutscher Tierarzt und Parasitologe, Helminthologe und Moosesammler.

## Leben
Kurt Wolffhügel besuchte die Gymnasien in Solothurn und Freiburg i. B. und nahm für kurze Zeit eine Lehre in einer Gärtnerei in Erfurt auf. Von 1890 bis 1895 studierte er an der Tierärztlichen Hochschule Stuttgart, der Tierärztlichen Hochschule Berlin und der Tierärztlichen Hochschule Dresden. Nach seiner Approbation 1895 studierte er an der Universität Basel sechs Semester Naturwissenschaften und wurde 1900 in Basel in Zoologie mit seiner Dissertation Beitrag zur Kenntnis der Vogelhelminthen zum Dr. phil. promoviert.
Nach kurzer Tätigkeit als Tierarzt und als Assistent an der Tierärztlichen Hochschule Berlin wurde er auf eine Professur für Pathologische Anatomie und Parasitologie an die Landwirtschaftlich-Tierärztliche Lehranstalt in Buenos Aires berufen. Nach achtjähriger Tätigkeit nahm Kurt Wolffhügel eine Berufung auf eine Professur für Pathologische Anatomie und Parasitologie an die Veterinärschule in Montevideo an. Kurt Wolffhügel wurde 1923 emeritiert und lebte danach auf seinem Landgut in Chile.
Sein wissenschaftlicher Schwerpunkt lag auf vornehmlich parasitologischen Fragestellungen, wobei er sich auf diesem Gebiet besonders mit den Parasiten der Haustiere beschäftigte. Daneben legte er auch ein Moos-Herbarium an. Seine auf seinen Exkursionen in Chile gesammelten Moose schickte er Theodor Herzog zur Bestimmung, der sie 1923 publizierte.
Kurt Wolffhügel ist Erstbeschreiber des Nematoden (Strongylida) Gurltia paralysans Wolffhügel 1933.
1935 wurde Kurt Wolffhügel als Mitglied  in die Deutsche Akademie der Naturforscher Leopoldina aufgenommen.
Theodor Herzog benannte ihm zu Ehren Hypopterygium wolffhuegelii Herzog 1923, ein Laubmoos der Ordnung Hookeriales.
Von Theodor Herzog beschriebene Originale sind im Herbarium Haussknecht der Friedrich-Schiller-Universität Jena (JE) hinterlegt, Doublettenmaterial befindet sich auch im Herbarium München. Ein weiterer Teil des Moos-Herbariums von Kurt Wolffhügel kam als Bestandteil des Herbariums von Hermann Karl Gustav Paul (1876–1964) an das Herbarium München.
Das Deutsche Entomologische Institut erhielt von ihm Literatur und Insektenmaterial.

## Schriften (Auswahl)
- Beitrag zur Kenntnis der Vogelhelminthen. Inaugural-Dissertation, Universität Basel, Ch. Lehmann`s Nachf., U. Hochreuther, Freiburg i. Br. 1900
- Paraplegia cruralis parasitaria felis, causada por Gurltia paralysans nov. gen., n. sp. (nematodes). In: Revista Chilena de Historia Natural, 37, 1933, S. 190–192.